# ریچارد برگس (بازیکن فوتبال)
ریچارد برگس (انگلیسی: Richard Burgess; ۱ اوت ۱۹۷۴ – ) بازیکن فوتبال اهل بریتانیا بود.
از باشگاه‌هایی که در آن بازی کرده‌است می‌توان به باشگاه فوتبال استوک سیتی، باشگاه فوتبال استون ویلا، باشگاه فوتبال نانیتون تاون، باشگاه فوتبال کیدرمینستر هاریرس، و باشگاه فوتبال پورت ویل اشاره کرد.
وی همچنین در تیم ملی فوتبال England U16 بازی کرده‌است.